# Grand Prix automobile d'Arabie saoudite 2021
GP précédent GP suivant
Le Grand Prix automobile d'Arabie saoudite 2021 (Formula 1 STC Saudi Arabian Grand Prix 2021) disputé le 5 décembre 2021 sur le circuit de la corniche de Djeddah, est la 1056e épreuve du championnat du monde de Formule 1 courue depuis 1950. Il s'agit de la première édition du Grand Prix d'Arabie saoudite comptant pour le championnat du monde de Formule 1 et de la vingt-et-unième manche du championnat 2021.
La course se déroule en nocturne sur un nouveau tracé dessiné par l'entreprise de Hermann Tilke à Djeddah, au bord de la mer Rouge.
À près de 254 km/h de moyenne et avec une vitesse de pointe de 325 km/h en bout de ligne droite, Lewis Hamilton obtient la cent-troisième pole position de sa carrière, sa cinquième de la saison. Son coéquipier Valtteri Bottas, devancé de 111 millièmes de seconde, part à ses côtés et verrouille la première ligne. Lors de sa seconde tentative en Q3, Max Verstappen prend tous les risques en rasant les protections et bat les records des premier et deuxième secteurs, il arrive ainsi dans le dernier virage avec près de quatre dixièmes de secondes d'avance sur Hamilton mais dérape et brise sa suspension contre le mur ; il s'élance troisième, accompagné par Charles Leclerc qui réalise une belle performance après avoir détruit sa SF21 lors des deuxièmes essais libres. Sur la troisième ligne, Sergio Pérez précède Pierre Gasly, à nouveau parmi les six meilleurs en qualifications. La quatrième ligne est composée de Lando Norris et Yuki Tsunoda qui partent devant Esteban Ocon et Antonio Giovinazzi. Carlos Sainz, qui a détruit son aileron arrière lors de la Q2, s'élance quinzième.
À nouveau premier et deuxième au terme d'une course à rebondissements, Lewis Hamilton et Max Verstappen se retrouvent à égalité au championnat (369,5 points) en lutte pour le gain du titre, une semaine plus tard, lors de la manche finale d'Abou Dabi, après la cent-troisième victoire du Britannique, sa huitième de la saison, sa troisième consécutive, agrémentée du point bonus du meilleur tour qui lui permet de réaliser son dix-neuvième hat trick. Les cinquante tours de la course sont ponctués par deux neutralisations au drapeau rouge et trois départs arrêtés ainsi que par cinq procédures de voiture de sécurité virtuelle  pour dégager des débris à différents endroits de la piste.
Au départ, les Mercedes conservent leurs positions tandis qu'Esteban Ocon gagne déjà deux places. Hamilton roule en tête, devant Bottas et Verstappen quand, au dixième tour, Mick Schumacher se crashe dans le mur au virage no 22. Dans un premier temps, la voiture de sécurité étant sortie, les deux pilotes des Flèches d'Argent en profitent pour rentrer aux stands se chausser de neuf alors que Verstappen (ainsi qu'Ocon et Ricciardo) choisit de rester en piste. Néanmoins, au treizième tour, la direction de course brandit le drapeau rouge pour permettre la remise en place des barrières de sécurité TecPro : le Néerlandais profite dès lors d'un arrêt gratuit et se retrouve en tête sur la grille pour le nouveau départ, devant Hamilton, Bottas, Ocon et Ricciardo. Lorsque la course est relancée, au quinzième tour, Hamilton prend un meilleur départ que Verstappen mais, en bout de ligne droite, ce dernier effectue un freinage ultra tardif et reprend l'avantage, hors-piste, à la sortie du virage no 2 ; Hamilton, embarqué dans la manœuvre, est alors surpris par Ocon qui le double. Au même moment, Sergio Pérez, touché par Charles Leclerc, part en tête-à-queue tandis que Nikita Mazepin, reparti plein gaz, percute violemment la Williams de George Russell ralenti par le chaos. La course est à nouveau neutralisée au drapeau rouge.
Un véritable marchandage a alors lieu entre le directeur de course Michael Masi et les deux équipes rivales : pour que l'incident du deuxième départ ne remonte pas jusqu'aux commissaires, il propose que, lors du nouveau départ, Verstappen s'élance derrière Hamilton et que Ocon, qui s'était infiltré sans commettre de faute, parte de la première place. Cette proposition acceptée, les feux rouges s'éteignent pour un troisième départ au dix-septième tour ; Verstappen plonge à l'intérieur du premier virage et en sort en tête. Hamilton dépasse rapidement Ocon et l'explication en piste entre les deux rivaux seuls au monde commence, Hamilton en pneus durs contre Verstappen en gommes medium. Le schéma se répète à chaque tour : la Red Bull creuse un léger écart dans le premier secteur plus sinueux et la Mercedes la rattrape dans les grandes enfilades des deuxième et troisième secteurs. À cinq reprises, la procédure de voiture de sécurité virtuelle est déployée pour nettoyer des débris de carbone en différents endroits de la piste. Au trente-septième tour, Hamilton, qui bénéficie de l'aileron arrière mobile, attaque son rival au premier virage ; ce dernier se défend en l'emmenant hors de la piste (Hamilton s'exclame : « Ce type est complètement fou ! »). Averti qu'il doit rendre la position, Verstappen freine brutalement dans la longue courbe dite « virage no 26 », ce qui surprend Hamilton qui le percute et abîme son aileron avant. Au quarante-deuxième tour, le Batave laisse passer son rival mais reprend immédiatement les commandes à l'aide du DRS. Enfin, une boucle plus tard, ayant appris qu'il serait pénalisé de cinq secondes pour le hors-piste du trente-septième tour, il ne résiste pas à une nouvelle attaque de Hamilton qui s'envole vers la victoire. Ce dernier étant détenteur du meilleur tour depuis la quarante-septième boucle, Verstappen, en délicatesse avec ses pneumatiques, n'est plus en mesure de lui contester le point bonus car son avance sur Ocon et Bottas (qui revient à toute allure) n'est pas suffisante pour rentrer au stand et se chausser de neuf. Il écope après la course de dix secondes supplémentaires de pénalité, en raison de la brutalité de son freinage lors de l'accrochage du trente-huitième tour, ce qui ne modifie pas son classement.
Ocon, talonné par Bottas, perd finalement la troisième place sur la ligne d'arrivée, le Finlandais arrachant le podium, aileron arrière mobile ouvert, avec seulement 102 millièmes de seconde d'avance, pour le partager une vingtième fois avec Hamilton et Verstappen. Daniel Ricciardo contient Pierre Gasly jusqu'au bout pour le gain de la cinquième place. Charles Leclerc termine septième devant son coéquipier Carlos Sainz revenu de la quinzième place sur la première grille de départ. Antonio Giovinazzi profite de son bon résultat en qualifications pour prendre les deux points de la neuvième place et marquer pour la deuxième fois de la saison. Lando Norris prend à nouveau le point restant. À commencer par Hamilton et Verstappen, tous les pilotes terminent la course en sueur et exténués par les efforts fournis.
Pour la première fois depuis 1974 et la seconde fois dans l'histoire de la discipline, les deux pilotes en tête du championnat abordent la dernière épreuve à égalité de points (369,5) ; le Néerlandais ayant le seul avantage de compter une victoire de plus (neuf à huit), ceci lui offrirait le titre si aucun ne marquait à Abou Dabi. Bottas est désormais assuré de la troisième place (218 points) et Pérez (190 points) de la quatrième bien qu'il n'ait pas marqué. Au cinquième rang, Leclerc (158 points) dépasse Norris (154 points) ; ils sont suivis par Sainz (149,5 points), Ricciardo (115 points) et Gasly qui atteint la barre des 100 points dans une saison pour la première fois de sa carrière. Alonso est toujours dixième (77 points) mais son coéquipier Ocon (72 points) n'est pas loin. Avec ses deux pilotes sur le podium, Mercedes Grand Prix (587,5 points) fait un grand pas vers un huitième titre constructeurs consécutif, face à Red Bull Racing (559,5 points). Il en va de même pour la troisième place, Ferrari (307,5 points) creusant un écart important sur McLaren Racing (269 points). Alpine (149 points) a la cinquième place finale en vue en prenant une belle avance sur AlphaTauri (120 points). Aston Martin (77 points) terminera le championnat au septième rang, devant Williams (23 points) et Alfa Romeo (13 points) qui a augmenté son capital. Haas, dont aucun pilote n'a terminé la course, pourrait finir la saison sans avoir marqué le moindre point.

## Contexte
À deux courses de la fin de la saison, Max Verstappen est le mieux placé pour remporter le titre de champion du monde de Formule 1 ; le Néerlandais, qui compte huit points d’avance sur Lewis Hamilton, peut même être sacré dès ce Grand Prix s'il marque dix-huit points de plus que son rival afin de repartir d'Arabie saoudite avec au moins vingt-six unités d'avance.
Ainsi, pour devenir champion dès le soir de la course, Verstappen doit, :
- gagner en réalisant le meilleur tour tandis qu'Hamilton ne fait pas mieux que sixième (Il aurait alors 26 points d'avance. Le résultat inversé en faveur du Britannique à Abou Dabi les verrait à égalité de points mais Verstappen serait sacré au bénéfice d'un plus grand nombre de victoires) ;
- remporter la course sans le point bonus tandis qu'Hamilton ne fait pas mieux que septième (même avec le meilleur tour) c'est-à-dire ne marque pas plus de sept points ;
- terminer deuxième avec le meilleur tour tandis que son rival termine dixième où plus loin ;
- terminer deuxième sans le meilleur tour tandis qu'Hamilton ne marque aucun point.

Le Britannique, qui reste sur des victoires au Brésil et au Qatar, doit donc batailler jusqu'à la dernière course de la saison, à Abou Dabi, pour conquérir un huitième sacre qui ferait de lui le pilote le plus titré, devant Michael Schumacher.
Par ailleurs, Mercedes annonce que le moteur thermique no 5, qualifié de « fusée » par Helmut Marko, sera installé sur la voiture de Lewis Hamilton. Au Grand Prix de São Paulo, ce bloc a permis au septuple champion du monde de remonter quinze places lors du sprint et de gagner le lendemain en partant du dixième rang sur la grille de départ, débordant de façon imparable Max Verstappen après cinquante-neuf tours. Toutefois, le bloc à combustion interne no 4 remonté sur la W12 au Qatar la semaine suivante n'avait pas empêché Hamilton de dominer les cinquante-sept tours de course. Andrew Shovlin, l'ingénieur en chef de l'écurie allemande, explique : « Pour Lewis, nous utiliserons le moteur le plus puissant capable d'équiper notre voiture, donc cela devrait lui être très utile. À Losail, nous utilisions nos moteurs les moins puissants en raison de la nature du circuit. Donc, nous sommes contents d'avoir conservé un bel atout pour Djeddah. »

## Pneus disponibles
| Pneus pour piste sèche | Pneus pour piste sèche | Pneus pour piste sèche | Pneus pluie    | Pneus pluie |
| ---------------------- | ---------------------- | ---------------------- | -------------- | ----------- |
| Durs (Type C2)         | Medium (Type C3)       | Tendres (Type C4)      | Intermédiaires | Pluie       |

## Essais libres

### Première séance, le vendredi de 15 h à 30 à 16 h 30
| Pos. | Pilote             | Voiture            | Chrono         | Écart     |
| ---- | ------------------ | ------------------ | -------------- | --------- |
| 1    | Lewis Hamilton     | Mercedes           | 1 min 29 s 786 |           |
| 2    | Max Verstappen     | Red Bull-Honda     | 1 min 29 s 842 | + 0 s 056 |
| 3    | Valtteri Bottas    | Mercedes           | 1 min 30 s 009 | + 0 s 223 |
| 4    | Pierre Gasly       | AlphaTauri-Honda   | 1 min 30 s 263 | + 0 s 477 |
| 5    | Antonio Giovinazzi | Alfa Romeo-Ferrari | 1 min 30 s 318 | + 0 s 532 |
| 6    | Carlos Sainz Jr.   | Ferrari            | 1 min 30 s 564 | + 0 s 778 |

### Deuxième séance, le vendredi de 19 h à 20 h
| Pos. | Pilote          | Voiture          | Chrono         | Écart     |
| ---- | --------------- | ---------------- | -------------- | --------- |
| 1    | Lewis Hamilton  | Mercedes         | 1 min 29 s 018 |           |
| 2    | Valtteri Bottas | Mercedes         | 1 min 29 s 079 | + 0 s 061 |
| 3    | Pierre Gasly    | AlphaTauri-Honda | 1 min 29 s 099 | + 0 s 081 |
| 4    | Max Verstappen  | Red Bull-Honda   | 1 min 29 s 213 | + 0 s 195 |
| 5    | Fernando Alonso | Alpine-Renault   | 1 min 29 s 441 | + 0 s 432 |
| 6    | Esteban Ocon    | Alpine-Renault   | 1 min 29 s 555 | + 0 s 537 |

- À trois minutes de la fin, la séance est définitivement arrêtée au drapeau rouge à cause de l'accident de Charles Leclerc qui perd le contrôle de sa Ferrari SF21 à pleine vitesse, à la sortie du virage no 22, et l'écrase dans les protections de la courbe suivante ; il s'extrait sans dommage de sa monoplace détruite[7].

### Troisième séance, le samedi de 16 h à 17 h
| Pos. | Pilote          | Voiture          | Chrono         | Écart     |
| ---- | --------------- | ---------------- | -------------- | --------- |
| 1    | Max Verstappen  | Red Bull-Honda   | 1 min 28 s 100 |           |
| 2    | Lewis Hamilton  | Mercedes         | 1 min 28 s 314 | + 0 s 214 |
| 3    | Sergio Pérez    | Red Bull-Honda   | 1 min 28 s 629 | + 0 s 529 |
| 4    | Yuki Tsunoda    | AlphaTauri-Honda | 1 min 28 s 641 | + 0 s 541 |
| 5    | Pierre Gasly    | AlphaTauri-Honda | 1 min 28 s 715 | + 0 s 615 |
| 6    | Valtteri Bottas | Mercedes         | 1 min 29 s 019 | + 0 s 919 |

- Max Verstappen améliore plusieurs fois son meilleur temps en pneus tendres, que les pilotes Mercedes ont du mal à faire fonctionner.
- Lewis Hamilton, au ralenti sur le circuit, frôle une première fois l'accident quand Pierre Gasly, arrivé à pleine vitesse derrière lui, prend les dégagements pour empêcher une collision puis au moment où Nikita Mazepin déboule en aveugle sur la W12 en sortie de virage et escalade un vibreur pour l'éviter de justesse[9]. Après la séance, Lewis Hamilton est convoqué par les commissaires pour avoir gêné Nikita Mazepin[10]. Tenu responsable, le Britannique reçoit sa deuxième réprimande de la saison tandis que son écurie, Mercedes, écope d'une amende de 25 000 € pour ne pas avoir clairement informé son pilote et causé une situation dangereuse[11].
- Lewis Hamilton a également été convoqué pour le non-respect d'un double drapeau jaune mais innocenté : « L'avertissement de double drapeau jaune du système des commissaires FIA avait été activé accidentellement sur le panneau no 6 pendant moins d'une seconde[10]. »

## Séance de qualifications

### Résultats des qualifications
| Pos.                                                                                      | Pilote             | Écurie                | Qualifications 1 | Qualifications 2 | Qualifications 3 |
| ----------------------------------------------------------------------------------------- | ------------------ | --------------------- | ---------------- | ---------------- | ---------------- |
| 1                                                                                         | Lewis Hamilton     | Mercedes              | 1 min 28 s 446   | 1 min 27 s 712   | 1 min 27 s 511   |
| 2                                                                                         | Valtteri Bottas    | Mercedes              | 1 min 28 s 057   | 1 min 28 s 054   | 1 min 27 s 622   |
| 3                                                                                         | Max Verstappen     | Red Bull-Honda        | 1 min 28 s 285   | 1 min 27 s 953   | 1 min 27 s 653   |
| 4                                                                                         | Charles Leclerc    | Ferrari               | 1 min 28 s 310   | 1 min 28 s 459   | 1 min 28 s 054   |
| 5                                                                                         | Sergio Pérez       | Red Bull-Honda        | 1 min 28 s 021   | 1 min 27 s 946   | 1 min 28 s 123   |
| 6                                                                                         | Pierre Gasly       | AlphaTauri-Honda      | 1 min 28 s 401   | 1 min 28 s 314   | 1 min 28 s 125   |
| 7                                                                                         | Lando Norris       | McLaren-Mercedes      | 1 min 28 s 338   | 1 min 28 s 344   | 1 min 28 s 180   |
| 8                                                                                         | Yuki Tsunoda       | AlphaTauri-Honda      | 1 min 28 s 503   | 1 min 28 s 222   | 1 min 28 s 442   |
| 9                                                                                         | Esteban Ocon       | Alpine-Renault        | 1 min 28 s 752   | 1 min 28 s 574   | 1 min 28 s 647   |
| 10                                                                                        | Antonio Giovinazzi | Alfa Romeo-Ferrari    | 1 min 28 s 899   | 1 min 28 s 616   | 1 min 27 s 754   |
| 11                                                                                        | Daniel Ricciardo   | McLaren-Mercedes      | 1 min 28 s 216   | 1 min 28 s 668   |                  |
| 12                                                                                        | Kimi Räikkönen     | Alfa Romeo-Ferrari    | 1 min 28 s 856   | 1 min 28 s 885   |                  |
| 13                                                                                        | Fernando Alonso    | Alpine-Renault        | 1 min 28 s 944   | 1 min 28 s 920   |                  |
| 14                                                                                        | George Russell     | Williams-Mercedes     | 1 min 28 s 863   | 1 min 29 s 054   |                  |
| 15                                                                                        | Carlos Sainz Jr.   | Ferrari               | 1 min 28 s 237   | 1 min 53 s 652   |                  |
| 16                                                                                        | Nicholas Latifi    | Williams-Mercedes     | 1 min 29 s 177   |                  |                  |
| 17                                                                                        | Sebastian Vettel   | Aston Martin-Mercedes | 1 min 29 s 198   |                  |                  |
| 18                                                                                        | Lance Stroll       | Aston Martin-Mercedes | 1 min 29 s 368   |                  |                  |
| 19                                                                                        | Mick Schumacher    | Haas-Ferrari          | 1 min 29 s 464   |                  |                  |
| 20                                                                                        | Nikita Mazepin     | Haas-Ferrari          | 1 min 30 s 473   |                  |                  |
| Temps minimal à réaliser pour la qualification : 1 min 34 s 182 (107 % de 1 min 28 s 021) |                    |                       |                  |                  |                  |

### Grille de départ
- Dans les derniers instants de la phase finale de la séance de qualification, Max Verstappen abîme sa RB16B dans l'ultime virage no 27. Des inquiétudes se portent sur l'éventuel changement de la boîte de vitesses qui aurait pour conséquence une pénalisation d'un recul de cinq places sur la grille ; après inspection de la monoplace, l'écurie choisit de ne pas procéder au remplacement de la boîte. Le Néerlandais conserve ainsi sa troisième place sur la grille[13].

## Course

### Classement de la course
| Pos. | no | Pilote             | Écurie                | Tours | Temps/Abandon                      | Grille | Points |
| ---- | -- | ------------------ | --------------------- | ----- | ---------------------------------- | ------ | ------ |
| 1    | 44 | Lewis Hamilton     | Mercedes              | 50    | 2 h 06 min 15 s 118 (146,587 km/h) | 1      | 25 + 1 |
| 2    | 33 | Max Verstappen     | Red Bull-Honda        | 50    | + 21 s 825 (dont 15 s de pénalité) | 3      | 18     |
| 3    | 77 | Valtteri Bottas    | Mercedes              | 50    | + 27 s 531                         | 2      | 15     |
| 4    | 31 | Esteban Ocon       | Alpine-Renault        | 50    | + 27 s 633                         | 9      | 12     |
| 5    | 3  | Daniel Ricciardo   | McLaren-Mercedes      | 50    | + 40 s 121                         | 11     | 10     |
| 6    | 10 | Pierre Gasly       | AlphaTauri-Honda      | 50    | + 41 s 613                         | 6      | 8      |
| 7    | 16 | Charles Leclerc    | Ferrari               | 50    | + 44 s 475                         | 4      | 6      |
| 8    | 55 | Carlos Sainz Jr.   | Ferrari               | 50    | + 46 s 606                         | 15     | 4      |
| 9    | 99 | Antonio Giovinazzi | Alfa Romeo-Ferrari    | 50    | + 58 s 505                         | 10     | 2      |
| 10   | 4  | Lando Norris       | McLaren-Mercedes      | 50    | + 1 min 01 s 358                   | 7      | 1      |
| 11   | 18 | Lance Stroll       | Aston Martin-Mercedes | 50    | + 1 min 12 s 212                   | 18     |        |
| 12   | 6  | Nicholas Latifi    | Williams-Mercedes     | 50    | + 1 min 23 s 249                   | 16     |        |
| 13   | 14 | Fernando Alonso    | Alpine-Renault        | 49    | + 1 tour                           | 13     |        |
| 14   | 22 | Yuki Tsunoda       | AlphaTauri-Honda      | 49    | + 1 tour                           | 8      |        |
| 15   | 7  | Kimi Räikkönen     | Alfa Romeo-Ferrari    | 49    | + 1 tour                           | 12     |        |
| Abd. | 5  | Sebastian Vettel   | Aston Martin-Mercedes | 44    | Dégâts                             | 17     |        |
| Abd. | 63 | George Russell     | Williams-Mercedes     | 14    | Accrochage                         | 14     |        |
| Abd. | 11 | Sergio Pérez       | Red Bull-Honda        | 14    | Accident                           | 5      |        |
| Abd. | 9  | Nikita Mazepin     | Haas-Ferrari          | 14    | Accrochage                         | 20     |        |
| Abd. | 47 | Mick Schumacher    | Haas-Ferrari          | 8     | Accident                           | 19     |        |

- Max Verstappen est pénalisé de cinq secondes pour être sorti de la piste au deuxième virage dans le 37e tour afin de garder l'avantage sur une tentative de dépassement de Lewis Hamilton, aileron arrière mobile ouvert[15].
- Tout en relevant que le but partagé des deux rivaux était « de ne pas passer la ligne de détection DRS le premier », les commissaires infligent une pénalité supplémentaire de dix secondes à Max Vertstappen, pour l'incident du 38e tour quand le Néerlandais, après avoir été averti qu'il devait rendre sa position, a brutalement freiné dans le virage no 26, « avec une pression de 69 Bar sur la pédale, et de manière significative, causant une décélération de 2,4 g », cette manœuvre, soupçonnée d'être un « brake check », a surpris Lewis Hamilton qui l'a percuté et abîmé son aileron avant ; cette seconde pénalité ne modifie pas le classement de la course[16].

### Pole position et record du tour
- Pole position :  Lewis Hamilton (Mercedes) en 1 min 27 s 511 (253,984 km/h)[17].
- Meilleur tour en course :  Lewis Hamilton (Mercedes) en 1 min 30 s 734 (244,962 km/h) au quarante-septième tour ; vainqueur de la course, il remporte le point bonus associé au meilleur tour en course[18].

### Tours en tête
- Lewis Hamilton (Mercedes) : 18 tours (1-10 / 43-50)[19]
- Max Verstappen (Red Bull-Honda): 31 tours (11-15 / 17-42)
- Esteban Ocon (Alpine-Renault) : 1 tour (16)

## Classements généraux à l'issue de la course
| Pos. | Pilote             | Écurie                | Points |
| ---- | ------------------ | --------------------- | ------ |
| 1    | Max Verstappen     | Red Bull-Honda        | 369,5  |
| 2    | Lewis Hamilton     | Mercedes              | 369,5  |
| 3    | Valtteri Bottas    | Mercedes              | 218    |
| 4    | Sergio Pérez       | Red Bull-Honda        | 190    |
| 5    | Charles Leclerc    | Ferrari               | 158    |
| 6    | Lando Norris       | McLaren-Mercedes      | 154    |
| 7    | Carlos Sainz Jr.   | Ferrari               | 149,5  |
| 8    | Daniel Ricciardo   | McLaren-Mercedes      | 115    |
| 9    | Pierre Gasly       | AlphaTauri-Honda      | 100    |
| 10   | Fernando Alonso    | Alpine-Renault        | 77     |
| 11   | Esteban Ocon       | Alpine-Renault        | 72     |
| 12   | Sebastian Vettel   | Aston Martin-Mercedes | 43     |
| 13   | Lance Stroll       | Aston Martin-Mercedes | 34     |
| 14   | Yuki Tsunoda       | AlphaTauri-Honda      | 20     |
| 15   | George Russell     | Williams-Mercedes     | 16     |
| 16   | Kimi Räikkönen     | Alfa Romeo-Ferrari    | 10     |
| 17   | Nicholas Latifi    | Williams-Mercedes     | 7      |
| 18   | Antonio Giovinazzi | Alfa Romeo-Ferrari    | 3      |

| Pos. | Écurie                | Points |
| ---- | --------------------- | ------ |
| 1    | Mercedes              | 587,5  |
| 2    | Red Bull-Honda        | 559,5  |
| 3    | Ferrari               | 307,5  |
| 4    | McLaren-Mercedes      | 269    |
| 5    | Alpine-Renault        | 149    |
| 6    | AlphaTauri-Honda      | 120    |
| 7    | Aston Martin-Mercedes | 77     |
| 8    | Williams-Mercedes     | 23     |
| 9    | Alfa Romeo-Ferrari    | 13     |

## Statistiques
Le Grand Prix d'Arabie saoudite 2021 représente :
- la 103e pole position de Lewis Hamilton, sa cinquième de la saison et sa seconde consécutive[22] ;
- la 103e victoire de Lewis Hamilton, sa huitième de la saison[23] ;
- le 19e hat trick de Lewis Hamilton[24] ;
- la 124e victoire de Mercedes en tant que constructeur[25] ;
- la 211e victoire de Mercedes en tant que motoriste[26] ;
- le 100e Grand Prix de Valtteri Bottas avec Mercedes Grand Prix ; le Finlandais a toujours connu la phase Q3 des qualifications avec cette équipe[27],[28].

Au cours de ce Grand Prix :
- Lewis Hamilton remporte une victoire sur un 31e circuit différent, ce qui constitue un nouveau record[29] ;
- en partageant le podium pour la septième fois de la saison, le trio Hamilton-Verstappen-Bottas augmente son record avec vingt podiums communs[30] ;
- Max Verstappen monte sur son dix-septième podium de la saison et égale les records en une année de Michael Schumacher (2002), Sebastian Vettel (2011) et Lewis Hamilton (2015, 2016, 2018, 2019) ; du fait qu'il y avait dix-sept courses en 2002, Schumacher avait obtenu 100 % des podiums[28] ;
- pour la deuxième fois dans l'histoire de la Formule 1, deux pilotes se retrouvent à égalité de points en tête du championnat pour se disputer le titre mondial à la dernière course. En 1974, Emerson Fittipaldi et Clay Regazzoni étaient dans cette situation au départ du Grand Prix des États-Unis à Watkins Glen. Le Brésilien pilote McLaren avait eu le dernier mot en se classant quatrième alors que le Suisse sur Ferrari terminait onzième et hors des points[31] ;
- Carlos Sainz Jr. détient désormais le record du plus grand nombre de points inscrits (521,5 points) sans avoir remporté de victoire ; il bat Nico Hulkenberg (521,5 points)[28],[32] ;
- Lando Norris atteint la barre des 300 points inscrits en Formule 1[33] ;
- Pierre Gasly atteint, pour la première fois de sa carrière, la barre des 100 points en une saison[34] ;
- Max Verstappen est élu « pilote du jour » à l'issue d'un vote organisé sur le site officiel de la Formule 1[35] ;
- Vitantonio Liuzzi (80 départs en Grands Prix entre 2005 et 2011, 26 points inscrits) est nommé conseiller par la FIA pour aider dans leurs jugements le groupe des commissaires de course[36].